# Dörrebach
Dörrebach là một đô thị thuộc huyện Bad Kreuznach trong bang Rheinland-Pfalz, phía tây nước Đức. Đô thị Dörrebach có diện tích 13,14 km², dân số thời điểm ngày 31 tháng 12 năm 2006 là 719 người.